# DHCP 스누핑

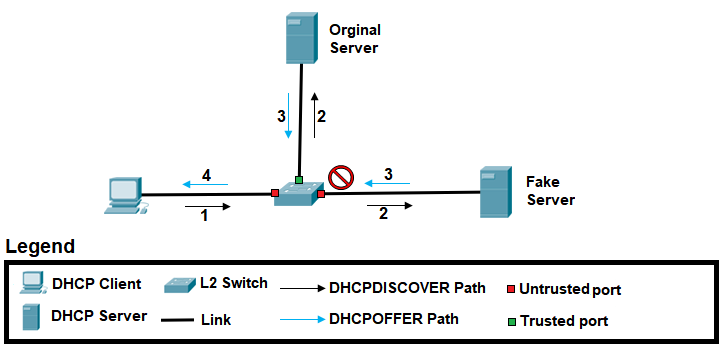
DHCP 스누핑의 작동 방식을 보여주는 그림

DHCP 스누핑(DHCP snooping)은 컴퓨터 네트워킹에서 DHCP 인프라의 보안을 강화하기 위해 적용되는 일련의 기술이다.
DHCP 서버는 LAN의 클라이언트에 IP 주소를 할당한다. LAN 스위치에서 DHCP 스누핑을 구성하여 악성 DHCP 서버를 차단하고 악의적이거나 잘못된 DHCP 트래픽을 제거할 수 있다. 또한, DHCP 트랜잭션을 성공적으로 완료한 호스트 정보는 바인딩 데이터베이스에 축적되어 다른 보안 또는 계정 관리 기능에서 사용할 수 있다.
다른 기능들은 DHCP 스누핑 데이터베이스 정보를 사용하여 레이어 2(L2) 스위치 도메인의 IP 무결성을 보장할 수 있다. 이 정보를 통해 네트워크는 다음을 수행할 수 있다.
- AAA 계정 관리 또는 SNMP와 함께 사용할 경우 IP 주소의 물리적 위치를 추적한다.
- 소스 가드(source-guard, source-lockdown)와 함께 사용할 경우 호스트가 할당된 IP 주소만 사용하도록 한다.[4]
- arp 검사(arp-inspection, arp-protect)와 함께 사용할 경우 ARP 요청을 안전하게 보호한다.